# Joan Llaneras
Joan Llaneras, född den 17 maj 1969 i Porreres, Mallorca, är en spansk tävlingscyklist som bland annat tävlat i poänglopp i bancykling och vunnit OS-guld år 2000 i Sydney och på nytt 2008 i Peking. 